# Devon Conway
Devon Philip Conway (Joanesburgo, 8 de julho de 1991) é um jogador de críquete, nascido na África do Sul, que agora joga pela Nova Zelândia, onde se tornou elegível para representar a equipe de críquete da Nova Zelândia.

## Carreira internacional
Conway fez sua estreia internacional pela Nova Zelândia em novembro de 2020. Em junho de 2021, em sua primeira partida de Teste, Conway se tornou o segundo batedor da Nova Zelândia, e o sétimo no geral, a marcar um duplo século em sua estreia em Teste.
Em março de 2021, Conway foi incluído na equipe de One Day International (ODI) da Nova Zelândia para a série contra Bangladesh. Ele fez sua estreia em ODI pela Nova Zelândia em 20 de março de 2021, contra Bangladesh. Em 26 de março de 2021, Conway marcou seu primeiro século no críquete ODI, na terceira partida da série contra Bangladesh. Em fevereiro de 2022, o Chennai Super Kings o comprou no leilão do torneio da Indian Premier League de 2022.

## Vida pessoal
Em abril de 2022, Conway se casou com sua namorada de longa data, Kim Watson, na África do Sul.